# Tiphia rotunda
Tiphia rotunda (лат.) — вид ос рода Tiphia из семейства Tiphiidae (Hymenoptera). Китай (Ганьсу). Название происходит от латинского прилагательного rotundus (= круглый), относящегося к боковому краю второго тергита, который закруглен в дорсальном виде. 

## Описание
Жалящие перепончатокрылые. Длина тела около 5 мм. Основная окраска тела чёрная. Этот вид может быть распознан по следующей комбинации признаков: задний край тегулы без поперечной вдавленной линии, латеральный киль проподеума не выражен, стернит S1 без латеральной бороздки на задней половине, а тергит T2 в 1,7 раза шире длины и его латеральный край округлен. Усики самцов 13-члениковые. Мезоскутум с передней медиальной бороздкой и нотаулусом. Личинки предположительно, как и близкие виды, паразитируют на пластинчатоусых жуках (Scarabaeidae). Вид был впервые описан в 2021 году китайскими энтомологами Qian Han, Bin Chen и Ting-Jing Li (Chongqing Normal University, Чунцин, Китай).